# NGC 5698
NGC 5698 ist eine 13,1 mag helle balkenspiralförmige Radiogalaxie vom Hubble-Typ SBb im Sternbild Bärenhüter.
Sie wurde am 16. Mai 1787 von Wilhelm Herschel mit einem 18,7-Zoll-Spiegelteleskop entdeckt, der sie dabei mit „pF, S, iE“ beschrieb.